# Victim of Love
Victim of Love (с англ. — «Жертва Любви») — двенадцатый в общем и третий с альбома Shake It Up сингл американской рок-группы The Cars, вышедший только в Америке и Перу в июне 1982 года на лейбле Elektra Records.

## О песне
"Victim of Love" была впервые выпущена на альбоме Shake It Up в ноябре 1981 года. Однако в июне следующего года она была выпущена в качестве третьего американского сингла с альбома Shake It Up (первыми двумя были "Shake It Up" и "Since You’re Gone"). Хотя песня не попала в чарты Billboard Hot 100, она заняла 39-ю строчку в Hot Mainstream Rock Tracks. Сингл не был выпущен в Великобритании; вместо него в качестве сингла был выпущен другая песня с Shake It Up, "Think It Over".
Критик AllMusic Грег Прато описал трек как "поп-ориентированный" и назвал его одним из "многих менее известных треков альбома, [которые] доказывают, что являются основными моментами [на Shake It Up]".

## Список композиций
Слова и музыка всех песен — Рик Окасек, кроме указанных иначе.
| №  | Название                                    | Основной вокал | Длительность |
| -- | ------------------------------------------- | -------------- | ------------ |
| 1. | «Victim of Love» (с англ. — «Жертва Любви») | Окасек         | 3:55         |

| №  | Название                                                 | Автор(ы)           | Основной вокал | Длительность |
| -- | -------------------------------------------------------- | ------------------ | -------------- | ------------ |
| 1. | «This Could Be Love» (с англ. — «Это Может Быть Любовь») | Окасек, Грег Хоукс | Бенджамин Орр  | 4:26         |

## Участники записи
- Рик Окасек — ритм-гитара, вокал (Victim of Love), бэк-вокал (This Could Be Love)
- Эллиот Истон — соло-гитара, бэк-вокал
- Бенджамин Орр — бас-гитара, вокал (This Could Be Love), бэк-вокал (Victim of Love)
- Дэвид Робинсон — ударные, перкуссия
- Грег Хоукс — клавишные, бэк-вокал

## Чарты
| Чарт (1982)                     | Наивысшая позиция |
| ------------------------------- | ----------------- |
| США (Billboard Mainstream Rock) | 39                |